# CFP Brands Süßwarenhandelsgesellschaft
Die CFP Brands Süßwarenhandels GmbH & Co KG ist ein Joint Venture aus drei internationalen Süßwarenherstellern. Sie besteht aus Perfetti Van Melle, der britischen Vertriebsgesellschaft Impex Management Ltd (z. B. Fisherman’s Friend) und Ricola. CFP Brands ist die Marketing- und Vertriebsgesellschaft ausschließlich für den deutschen Markt.

## Geschichte
1954 gründete die holländische Firma Van Melle die Van Melle Vertriebsgesellschaft Deutschland GmbH. Das Unternehmen startete mit dem damals noch unbekannten Produkt Mentos auf dem Markt.
1981 gründete die spanische Firma Chupa Chups unabhängig von Van Melle die Chupa Chups Süßwarenhandels GmbH & Co. KG. Der Chupa-Chups-Lutscher kam zusammen mit der dazu gehörigen spanischen Marke SMINT
auf den deutschen Markt.
Es folgte 2000 der Zusammenschluss der Vertriebsgesellschaften Chupa Chups und Van Melle zu dem Joint Venture Chupa Chups Van Melle Süßwarenhandels GmbH & Co. KG. Ein Jahr später übernahm das italienische Familienunternehmen Perfetti das Geschäft von Van Melle.
2005 folgte die Gründung der Vertriebsgesellschaft CFP Brands Süßwarenhandels GmbH & Co. KG durch das Joint Venture von Chupa Chups, Perfetti Van Melle und der seit 1977 durch das Importhaus K.H. Wilms GmbH & Co. KG und deren Schwesterunternehmen Impulsvermarktung auf dem deutschen Markt eingeführten und entwickelten Marke Fisherman’s Friend der Firma Lofthouse of Fleetwood.
2006 erwarb Perfetti Van Melle durch den Kauf von Chupa Chups mehr Unternehmensanteile an dem Joint Venture. Seit 2019 gehört Ricola zum Unternehmen CFP-Brands.

## Marken
Zu den vertriebenen Marken zählen Fisherman’s Friend, Mentos und Mentos Kaugummi, Ricola, Chupa Chups, Center Shock, Smint sowie Lakritz Toffee.

## Logo
Im Gründungsjahr 2005 standen die Buchstaben für die drei Anteilseigner: Das „C“ für die Lutschermarke Chupa Chups aus Spanien, das „F“ für Fisherman’s Friend und der dritte Buchstabe „P“ für die italienisch/holländische Firma Perfetti van Melle.

## Preisabsprachen
Die vom Kartellamt geführten Ermittlungen wegen verbotener Preisabsprachen betrafen auch CFP-Brands. 2013 wurde ein Bußgeld in Millionenhöhe gegen mehrere Unternehmen verhängt.